# 大铁钟 (盂县)
大铁钟，位于山西省阳泉市盂县长池镇藏山村东，是中华人民共和国山西省文物保护单位之一。
1965年5月24日，授予山西省文物保护单位，是一座石刻及其它。